# Eritrichium baicalense
Eritrichium baicalense là loài thực vật có hoa trong họ Mồ hôi. Loài này được Popov ex Ovczinnikova mô tả khoa học đầu tiên năm 2001.